# Пять минут рая
«Пять минут рая» (англ. Five Minutes of Heaven) — ирландский драматический фильм 2009 года режиссёра Оливера Хиршбигеля по сценарию Гая Хибберта. Премьера состоялась 19 января 2009 года на 25-м кинофестивале «Сандэнс», где он получил премии за режиссуру и сценарий.

## Сюжет
Первая часть реконструирует историческое убийство 19-летнего Джима Гриффина 17-летним Алистером Литтлом в 1975 году, а вторая изображает вымышленную встречу между Литтлом и братом Гриффина Джо 33 года спустя.

## В ролях
- Лиам Нисон — Алистер
  - Марк Райдер — Алистер в юности
- Джеймс Несбитт — Джо
- Дирмуд Нойес — Энди
- Ниам Кьюсак — мать Алистера
- Конор Макнилл — Дэйв
- Ричард Дормер — Майкл
- Анамария Маринка — Вика
- Мэтью МакЭлхинни — Стюарт

## Критика
Фильм получил в целом положительные отзывы кинокритиков. Он имеет рейтинг одобрения 75 % на веб-сайте с агрегацией обзоров Rotten Tomatoes на основе 44 критических отзывов со средней оценкой 6,56 из 10.
Кирк Ханикатт из The Hollywood Reporter оценил фильм как средний и в целом довольно скучный, лишь изредка проявляющий подлинную живость. Деннис Харви, автор Variety, похвалил сценарий Хибберта и игру Нисона.